# Michaël Maria
Michaël Maria (Kerkrade, 31 de janeiro de 1995) é um futebolista profissional curaçauense que atua como meia.

## Carreira
Michaël Maria integrou a Seleção Curaçauense de Futebol na Copa Ouro da CONCACAF de 2017.